# 제러드 조지프 암스트롱
제러드 조지프 암스트롱(영어: Gerard Joseph Armstrong, 1954년 5월 23일, 벨파스트 ~)은 전 북아일랜드 국가대표 축구 선수로, 현역 시절 스트라이커로 활약했다.
그는 현역 시절 대부분을 잉글랜드에서 보냈으며, 스페인에서도 활약했다. 그는 북아일랜드 국가대표팀 일원으로 1982년 월드컵에 참가해 큰 화제를 불러모았는데, 영연방 국가들을 통틀어 이 대회에서 가장 많은 득점을 기록했다. 이 중 1골은 개최국 스페인과의 경기에서 1-0 깜짝 결승골이 되었다. 그는 현재 축구 분석가로 활동하고 있다.

## 클럽 경력
암스트롱은 유년 시절 잉글랜드의 리즈 유나이티드를 지지했고, 북아일랜드의 세인트 폴스 스위프츠에서 신고식을 치렀다. 그는 청소년기에 게일릭 풋볼을 하다가 징계를 받고서 축구 선수로 전향했는데, 뒤늦게 시작한 것은 그자신에게 큰 걸림돌이었다고 생각했다.
이후, 그는 크로맥 앨비언과 뱅고어를 거쳤다.
1975년 11월, 암스트롱은 잉글랜드로 건너가 £25,000에 토트넘 홋스퍼에 입단했다. 1976년 8월 21일, 22세의 암스트롱은 1-3으로 패한 입스위치 타운전에서 토트넘 첫 경기를 치렀다. 그는 싸움닭 군단 소속으로 84번의 리그 경기에 출전해 10골을 기록했다.
1980년 11월, 그는 2부 리그의 왓퍼드로 £250,000에 이적했다. 왓퍼드는 1981-82 시즌에 1부 리그로 승격되었고, 암스트롱은 구단의 1부 리그 1호골의 주인공이 되었다.
저는 꼼짝 못했습니다, 특히 발렌시아 원정에서요, 그 곳 지지자들이 작년에 제가 했던 일을 너무나도 잘 기억했지만, 우리는 발렌시아에서 2-2로 비겼고, 북아일랜드 국가대표로서 흔들었던 같은 골망을 흔들었지요.
– 제리 암스트롱, 1982년 월드컵 이후 마요르카 시절을 회상하며
1983년 8월, 그는 스페인으로 진출했는데, £200,000에 마요르카로 이적했다. 1982년 월드컵에서 스페인을 상대로 득점한 일로 인해, 그는 원정 경기에서 상대 지지자들의 해코지 대상이 되었다.
암스트롱은 1985년 8월에 웨스트 브로미치 앨비언으로 자유 이적하면서 잉글랜드 무대에 복귀했다. 1986년 1월, 그는 체스터필드로 임대되어 1986년 3월에 시즌 말까지 완전 이적했다. 그는 첫 경기에서 첨탑 군단의 첫 골을 넣었지만, 브렌트퍼드와의 안방 경기에서 1-3으로 패했다. 그는 1986년 8월에 자유 이적으로 브라이턴 & 호브 앨비언으로 이적했다. 1987년, 그는 밀월로 임대되었다.
1988년에 암스트롱은 브라이턴의 선수 겸 감독도 맡았지만, 지지자들과의 다툼으로 구단을 떠났다. 1989년 2월, 그는 크롤리 타운에서 같은 보직을 맡다가 1990년 3월에 또다시 지지자들과 충돌하고 퇴단했다. 같은 달, 그는 글리버넌으로 이적했고, 1990년 4월까지 브롬리에서 주중 경기를 출전했다.
암스트롱은 브라이턴 연고의 비리그 소속 구단 화이트호크 소속으로 1997-98 시즌을 보내고 은퇴했다. 그의 화이트호크 첫 골은 그의 첫 경기인 1997년 12월 9일, 1-3으로 패한 버지스 힐 타운과의 서섹스 군 리그컵에서 기록했다. 그는 같은 시즌 화이트호크 소속으로 리그에서 2골 더 득점했다.

## 국가대표팀 경력
1977년 4월, 암스트롱은 북아일랜드 국가대표팀 첫 경기를 치렀다. 그는 0-5로 패한 서독과의 경기에서 조지 베스트와 나란히 출전했다.
5년 후, 암스트롱은 스페인에서 열린 1982년 월드컵에서 북아일랜드 국가대표팀 일원으로 참가했다. 유고슬라비아와의 1차전을 0-0으로 비긴 후, 이어지는 온두라스와의 2차전에서 선제골을 넣어 경기를 1-1로 마쳤다. 2차 조별 리그 진출을 위해 1승이 필요했던 북아일랜드는 발렌시아에서 열린 스페인과의 경기에서 47분에 암스트롱의 선제골로 앞서나갔다. 북아일랜드는 맬 도너기의 퇴장으로 수적 열세에 몰렸지만, 1-0으로 승리했다.
그러나, 북아일랜드는 2차 조별 리그에서 오스트리아와 2-2로 비긴 후 프랑스와의 경기에서 암스트롱의 골에도 불구하고 1-4로 패했다.
암스트롱은 북아일랜드를 대표로 6번의 월드컵 경기에 출전했다.

### 국가대표팀 득점 목록
아래의 점수에서 왼쪽의 점수가 북아일랜드의 점수이다. 
| #  | 날짜             | 경기장              | 상대     | 점수 | 결과 | 대회                        |
| -- | ---------------- | ------------------- | -------- | ---- | ---- | --------------------------- |
| 1  | 1977년 11월 16일 | 북아일랜드 벨파스트 | 벨기에   | 1-0  | 3-0  | 1978년 월드컵 예선전        |
| 2  | 1977년 11월 16일 | 북아일랜드 벨파스트 | 벨기에   | 3-0  | 3-0  | 1978년 월드컵 예선전        |
| 3  | 1978년 11월 29일 | 불가리아 소피아     | 불가리아 | 1-0  | 2-0  | 유로 1980 예선전            |
| 4  | 1979년 5월 2일   | 북아일랜드 벨파스트 | 불가리아 | 2-0  | 2-0  | 유로 1980 예선전            |
| 5  | 1979년 11월 21일 | 북아일랜드 벨파스트 | 아일랜드 | 1-0  | 1-0  | 유로 1980 예선전            |
| 6  | 1981년 4월 29일  | 북아일랜드 벨파스트 | 포르투갈 | 1-0  | 1-0  | 1982년 월드컵 예선전        |
| 7  | 1981년 11월 18일 | 북아일랜드 벨파스트 | 이스라엘 | 1-0  | 1-0  | 1982년 월드컵 예선전        |
| 8  | 1982년 6월 21일  | 스페인 사라고사     | 온두라스 | 1-0  | 1-1  | 1982년 월드컵               |
| 9  | 1982년 6월 25일  | 스페인 발렌시아     | 스페인   | 1-0  | 1-0  | 1982년 월드컵               |
| 10 | 1982년 7월 4일   | 스페인 마드리드     | 프랑스   | 1-3  | 1-4  | 1982년 월드컵               |
| 11 | 1984년 5월 22일  | 웨일스 스완지       | 웨일스   | 1-1  | 1-1  | 1984년 브리티시 홈 챔피언십 |
| 12 | 1984년 11월 14일 | 북아일랜드 벨파스트 | 핀란드   | 2-1  | 2-1  | 1986년 월드컵 예선전        |

## 감독 경력
1991년 11월, 암스트롱은 비리그 구단 워딩의 감독이 되었고, 1993년에 승격을 이룩했다. 1994년, 그는 북아일랜드 국가대표팀의 수석코치로서 전 국가대표팀 동료이기도 했던 브라이언 해밀턴 감독을 보좌했다. 1995년, 그는 워딩을 떠나 1996년 3월 서리 주 축구 협회 유소년 감독을 역임했다.
2004년, 그는 북아일랜드 국가대표팀 수석 코치로 복귀해 로리 산체스 감독을 보좌하게 되었다. 그는 2006년 8월에 다른 일을 하기 위해 보직을 내려놓았는데, 그의 배우자 데비가 출생할 예정이었다는 것이 밝혀졌다.

## 매체 활동
암스트롱은 감독일을 겸해 텔레비전, 라디오, 그리고 신문 매체의 축구 언론인 활동을 병행했다. 그는 스카이 스포츠의 라 리가 공동 해설가이며, ESPN 스타 스포츠의 프리미어리그 분석가로도 활동한다.
그는 토크스포츠 라디오 방송에서 가브리엘레 마르코티와 함께 월요일에 유럽 축구 쇼를 진행했지만, 이후 암스트롱은 토크스포츠를 떠났다. 그는 직설적인 평론가로 현대 축구에 만연한 다이빙을 비난했다.
암스트롱은 2014년 월드컵 당시 더 스트레이츠 타임스에도 나온 싱가포르 매체인 싱텔 미오 텔레비전의 분석가로도 활동했다.
2023년에 들어서, 그는 아일랜드의 버진 미디어 텔레비전에서 공동 해설가로 활동중이다.

## 사생활
암스트롱은 배우자와 슬하에 두 자식을 둔, 벨파스트 폴스 로드 출신의 인물이다. 그는 북아일랜드 분쟁 당시 북아일랜드에서 11남매와 유년 시절을 보냈다.

## 수상
북아일랜드 국가대표팀
- 브리티시 홈 챔피언십: 1980, 1984